# Semien (pokrajina)
Pokrajina Semien je povijesna pokrajina u okviru Etiopskog Carstva, često zvana i Gondar. 

## Zemljopisna svojstva
Semien je ležao jugozapadno od rijeke Tekeze-Setita, sjeverno od jezera Tane. U prošlosti je bio južno od pokrajine Tigraj, zapadno od pokrajine Tembijen i istočno od Sudana.  U određenoj mjeri pokrivao je područje bivše provincije Bedžemdera, današnja zone Semien Gondara. Granice Semiana varirale su tijekom vremena, unutar njega često je bio i grad Gondar. Ostali veći gradovi Semiena bili su; Adi Arkaj, Adi Remoz, Dabat, Derasgije, Mesfinto i Sokota.
U Semienu se nalazi Nacionalni park Semien s najvišim vrhom u Etiopiji Ras Dashan (Semiensko gorje).